# رستم آجی
رستم آجی (به اوکراینی: Рустам Аджи) (زادهٔ ۳ مارس ۱۹۷۳) کشتی‌گیر بازنشستهٔ اوکراینی در دستهٔ سبک‌وزن کشتی فرنگی است. او برندهٔ یک مدال طلا (۱۹۹۵) و یک برنز (۲۰۰۱) از مسابقات قهرمانی کشتی جهان است و در المپیک ۲۰۰۰ سیدنی رقابت کرد که به مقام هشتم رسید.